# Landtagswahl in Liechtenstein 1957
Die Landtagswahl in Liechtenstein im 1957 fand am 1. September 1957 statt und war die reguläre Wahl der Legislative des Fürstentums Liechtenstein. Hierbei wurden alle 15 Abgeordneten des Landtags des Fürstentums Liechtenstein in den beiden Wahlkreisen Ober- und Unterland vom Landesvolk gewählt.
- FBP: 8
- VU: 7

## Wahlergebnis
| Partei                              | Stimmen  | Stimmen   | Stimmen   | Stimmen       | Sitze    | Sitze     | Sitze     |
| ----------------------------------- | -------- | --------- | --------- | ------------- | -------- | --------- | --------- |
| Partei                              | Oberland | Unterland | insgesamt | Stimmenanteil | Oberland | Unterland | insgesamt |
| Fortschrittliche Bürgerpartei (FBP) | 1053     | 636       | 1689      | 52,4 %        | 4        | 4         | 8         |
| Vaterländische Union (VU)           | 1062     | 475       | 1537      | 47,6 %        | 5        | 2         | 7         |